# Raymundo Rodríguez
Raymundo Rodríguez González (1905. április 15. – ?) mexikói labdarúgó-középpályás. Részt vett az 1930-as labdarúgó-világbajnokságon.

## Becenevei
Beceneve a szeme körüli elszíneződés miatt eredetileg Mapache, azaz mosómedve volt, ám a világbajnokságot megelőző napokban Montevideo külvárosában olyan hideg volt, amihez mexikói játékosként nem volt hozzászokva, és hogy védje magát a hidegtől, a csapatorvosok által használt kötéseket tekerte magára. Innentől kezdve rajta ragadt a Momia, vagyis múmia név.